# Brug Sas van Gent
De Brug Sas van Gent is een oeververbinding over het Kanaal Gent-Terneuzen en ligt in de Nederlandse provincie Zeeland, gemeente Terneuzen bij Sas van Gent.
De verbinding is een verkeersbrug en bestaat uit een vakwerk-draaibrug en aan weerszijden betonnen aanbruggen. Op de brug ligt de N683 (Oostpoortweg) met aan de noordkant een vrijliggend (brom)fietspad en aan de zuidkant ruimte voor een weg. De brug overspant het Kanaal Gent-Terneuzen, en aan elke kanaalzijde een lokale weg, de Arsenaalstraat en de Sint Anthoniekade. De brug maakt deel uit van een uitwijkroute voor de Sluiskiltunnel in de N62.

## Scheepvaart

#### Reglement Nederlandse deel
Het Binnenvaartpolitiereglement is niet van toepassing op het Kanaal van Gent naar Terneuzen. Voor het Nederlandse deel geldt het Scheepvaartreglement voor het Kanaal van Gent naar Terneuzen. Het reglement geldt ook voor de zijkanalen.

#### Reglement Belgisch deel
Voor het Belgisch deel geldt Scheepvaartreglement voor het Kanaal van Gent naar Terneuzen, maar de bron en inhoud verschilt met de Nederlandse versie.

#### Navigatie
Er wordt gestreefd om het kanaalpeil op +2,13 m NAP te houden. De gemeten waarde is door iedereen op te vragen op een webpagina van Rijkswaterstaat.
De Brug Sas van Gent heeft twee vaste delen (aanbruggen) en ook een beweegbaar deel als symmetrische draaibrug. Het vaste deel aan de oostkant heeft een doorvaartbreedte van 20 meter, en een doorvaarthoogte van +6,5 meter ten opzichte van het kanaalpeil. De draaibrug heeft een gesloten doorvaarthoogte van +7 meter t.o.v het kanaalpeil, en geeft een doorvaartbreedte van 60 meter voor het hoofdvaarwater (in het midden), en 27 meter voor de westelijke doorvaart. 
Naast de brug zijn hoogtemerken af te lezen. 
De brugbediening wordt ter plaatse gedaan, en is te bereiken met VHF-kanaal 11.